# Parafia św. Kseni w Faro
Parafia św. Kseni – etnicznie rosyjska parafia w Faro, jedna z czterech placówek duszpasterskich eparchii hiszpańsko-portugalskiej Patriarchatu Moskiewskiego w Portugalii.